# Economia de mercado socialista
A economia de mercado socialista é o modelo econômico empregado pela República Popular da China. É baseado em empresas estatais e uma economia de mercado, e teve suas origens na  política de Deng Xiaoping que chamou o seu sistema econômico de socialismo com características chinesas. Este sistema substituiu, a partir de 1978 após as reformas econômicas chinesas, a economia socialista clássica do tipo soviético.
Apesar de seu título formal, este sistema tem sido amplamente citado como uma forma de capitalismo de Estado. Alguns o consideram como uma economia mista, outros o consideram como capitalismo
Semelhantes, embora muito menos extensas reformas foram realizadas no Vietnã, onde o sistema econômico é chamado de economia de mercado de orientação socialista.
Após o Grande Salto Adiante (1958-1961) e a destituição da Camarilha dos Quatro do poder, o presidente da China Deng Xiaoping estava disposto a considerar métodos de crescimento econômico baseados no mercado, de modo a revitalizar a economia da China e encontrar um sistema econômico específico compatível com as condições da China. No entanto,  ele permaneceu comprometido com o controle centralizado do estado com um partido único semelhante ao leninismo.

## Descrição
A economia de mercado socialista foi um conceito proposto por Deng Xiaoping, a fim de incorporar a economia de mercado na economia planificada da República Popular da China e, mais tarde,  utilizada pelo Vietnã. Após a sua implementação, este sistema econômico complementou a economia planificada na República Popular da China, e as altas taxas de crescimento do PIB durante as últimas décadas têm sido atribuídas a ele. Dentro deste modelo, empresas de propriedade privada se tornaram um componente importante do sistema econômico ao lado empresas estatais federais e das coletivas municipais.
Existem algumas semelhanças com as economias mistas ocidentais, mas com algumas diferenças fundamentais. A distinção fundamental entre os modelos chineses e ocidentais de "economia mista de mercado" reside menos na implementação do modelo de economia mista, mas sim na filosofia política alternativa, por exemplo, com a implementação do Centralismo democrático de origem leninista, o que evita as noções ocidentais preconcebidas de democracia, direitos individuais, e Estado de Direito. É importante frisar que o pensamento e a sociedade chinesa tem uma origem diferente da ocidental, com inspiração confuciana e taoista, além do budismo, correntes filosóficas muito presentes na sociedade chinesa e que podem causar estranhamento àqueles que vivem de maneira ocidental.

## O setor de estado
Até 2005, as reformas orientadas para o mercado, incluindo a privatização, foram praticamente interrompidas e algumas reverteram parcialmente. Em 2006, o governo chinês anunciou que o armamento, geração e distribuição de energia, petróleo e petroquímica, telecomunicações, carvão, aviação e indústrias marítimas tinha que permanecer sob "controle estatal absoluto". O Estado detém o controle indireto da economia não estatal através do sistema financeiro, que dá de acordo com as prioridades do estado.
A principal diferença da antiga economia socialista planejada é a reestruturação das empresas estatais ao longo de uma base comercial. Em 2008, essas empresas estatais tornaram-se cada vez mais dinâmicas e em grande parte contribuindo para o aumento de receitas para o Estado. Em 2009, o governo considerou um regime de seguro do estado para ampliar a cobertura de saúde.
O Estado-sector conduziu o processo de recuperação econômica e aumento do crescimento econômico em 2009 após a crise financeira, em parte porque a maior parte do pacote de estímulo chinês foi direcionado para empresas estatais. O setor estatal produzia em 2009 entre 40 a 50 porcento do PIB da China.

## História
A transição para uma economia de mercado socialista começou em 1978, quando Deng Xiaoping apresentou o seu programa de "socialismo com características chinesas". Reformas iniciais em privatização da agricultura e permitindo empresas privadas e investimentos estrangeiros no final de 1970 e início de 1980 levou a reformas radicais em larga escala, resultando na privatização parcial do setor estatal, a liberalização do comércio e dos preços, e o desmantelamento da segurança no trabalho na década de 1990. Desde o início das reformas de Deng Xiaoping, o PIB da China aumentou de cerca de 150 bilhões de dólares para mais de 1,6 trilhões de dólares, com um aumento anual de 9,4 por cento. A partir de 2004, 50% das empresas estatais foram transformadas em Empresa de capital aberto.
A participação do setor privado do PIB subiu de menos de 1% em 1978 para 70% até 2005. Devido ao fraco desempenho das empresas tradicionais do Estado na economia de mercado, a China embarcou em um programa de reestruturação maciça das empresas estatais. Desde 2013, mais de 40% do PIB chinês advinha das empresas estatais, cerca de 75 das suas 100 maiores empresas de capital aberto são estatais, além das demais políticas de apoio governamental as empresas privadas. Dentro deste regime, o Estado mantém a propriedade e o controle de grandes empresas, porém, muitas empresas ainda tentam driblar as medidas governamentais implementadas.
Atualmente, vemos um grande crescimento da política econômica da China para fora de seus territórios, ou seja, uma internacionalização de investimentos em empresas exteriores, como retrata o documentário American Factory. Em 2008, a China representava cerca de 8% dos fluxos totais de mercado. O próprio Brasil, em 2020, já tinha somado mais de U$100 bilhões de investimentos de origem chinesa. Provavelmente, essa escolha financeira, tem origem na intenção política, tanto em sentido de filosofia política, ou seja, o socialismo internacional, quanto intenção futura no mercado brasileiro e do MERCOSUL.

## Dificuldades
Apesar do grande crescimento da economia chinesa, alguns problemas são encontrados no país, como o acesso as finanças estatais por algumas empresas, principalmente os pequenos negócios. Porém, nos últimos anos, a organização governamental conseguiu diminuir boa parte dos problemas financeiros.

Além disso, vemos um grande recuo de uma parte da população de Hong Kong à adoção das medidas socialistas em seus meios de mercado, principalmente com o início dos protestos de Hong Kong em 2019. A região é conhecida como o polo capitalista do país. Apesar de representar de 3-4% do PIB, a região ainda é considerada de boa relevância para o cenário nacional. Porém, em 2020, a China já iniciou a retomada do controle político na região, mesmo com dura pressão externa internacional.